# No hay caminos, hay que caminar... Andrej Tarkovskij
"No hay caminos, hay qua caminar … Andrej Tarkovskij is een van de laatst voltooide composities van Luigi Nono. Het vormt een deel van de trilogie, waarvan de andere delen Hay que caminar en Caminantes... Ayacucho zijn.
Als basis voor de muzikale trilogie dient een geschrift op een muur nabij een klooster in Toledo: Caminante no hay caminosa. Hay que caminar. (Voetganger, er is geen weg, toch moet je lopen). No hay caminos is het midden- en centrale deel van de trilogie en is geschreven voor groot symfonieorkest. Dat symfonieorkest is volgens een plattegrond die deel uitmaakt van de partituur verdeeld in zeven instrumentale groepen, een gelijkenis met de Venetiaanse School. De zeven instrumentengroepen worden door de componisten “koor” genoemd. Ook in dit middendeel vormt stilte dan wel ruis een belangrijk onderdeel, alleen wordt dit af en toe onderbroken of begeleid door zware klappen op de grote trom. Dit slaginstrument sluit soms een passage af met een klap, maar wordt ook andersom gebruikt; de klap zet de muziek weer in beweging.
Het op onbewandelde paden lopen uit de titel is hier een verwijzing naar de Russische regisseur Andrej Tarkovski, die binnen de filmindustrie (zeker de Russische) nieuwe wegen zocht en vond.
De eerste uitvoering was voor het Tokio Stadssymfonie Orkest onder leiding van Ken Takaseki op 28 november 1987, in Tokio.

## Orkestratie
- solisten: 4 violen, een altviool, 1 cello en 1 contrabas
- 2 dwarsfluitten, 2 klarinetten;
- 4 trompetten, 4 trombones
- 1 man / vrouw percussie voor grote trom, 1 stel bekkens,
- 7 eerste violen, 7 tweede violen, 6 altviolen, 7 celli, 6 contrabassen.

## Discografie
- Uitgave Kairos: WDR Sinfonieorchester o.l.v. Emilio Pomárico
- Uitgave Deutsche Grammophon Gesellschaft: Ensemble Anton Webern o.l.v. Claudio Abbado